# John Carter (Schauspieler)
John Carter (* 26. November 1927 in Center Ridge, Arkansas; † 23. Mai 2015) war ein US-amerikanischer Schauspieler.

## Leben
Carter wuchs als älterer Bruder von Conlan Carter auf einer Farm in Missouri auf. Um Schauspieler zu werden, ging er nach New York, wo er heiratete und erste Rollen als Statist erhielt. Schnell wurden die Rollen größer; nach seiner Scheidung zog Carter nach Los Angeles. Ab 1967 erhielt er Gastrollen in verschiedenen Fernsehserien wie Rauchende Colts, Bonanza und Hawaii Fünf-Null. Daneben trat er am „Theater West“ auf, wo er auch seine zweite Frau, Kendall Fewel, kennenlernte. Am Broadway (und Off-Broadway) war er vor allem für Rollen in Edward-Albee-Stücken bekannt. Sein Filmdebüt hatte Carter 1969 im Science-Fiction-Film Verschollen im Weltraum von John Sturges in einer kleinen Nebenrolle als Fliegerarzt. Weitere Nebenrollen spielte er im Western Monte Walsh und in Andromeda – Tödlicher Staub aus dem All. Größere Bekanntheit beim US-amerikanischen Publikum erlangte er durch seine Darstellung des Lt. John Biddle in der Krimiserie Barnaby Jones, den er von 1973 bis 1980 in 95 Episoden spielte. Zwischen 1983 und 1986 hatte er eine wiederkehrende Gastrolle als Max Hartman in der Serie Falcon Crest und in der Miniserie Der Feuersturm spielte er Colonel William Forrest. Zwischen 1995 und 2001 war er als Judge Harlan Newfield  in Law & Order zu sehen. Seinen letzten Filmauftritt hatte er 2006 in Lasse Hallströms Filmdrama The Hoax.

## Filmografie (Auswahl)
- 1967: Invasion von der Wega (The Invaders) (Fernsehserie, 1 Folge)
- 1967, 1973: Rauchende Colts (Gunsmoke) (Fernsehserie, 2 Folgen)
- 1967: Harvest (Kurzfilm, Erzähler)
- 1968: Bonanza (Fernsehserie, 1 Folge)
- 1969: Hawaii Fünf-Null (Hawaii Five-O) (Fernsehserie, 2 Folgen)
- 1969: Verschollen im Weltraum (Marooned)
- 1970: Monte Walsh
- 1970: Mannix (Fernsehserie, 1 Folge)
- 1971: Andromeda – Tödlicher Staub aus dem All (The Andromeda Strain)
- 1972: Sinola (Joe Kidd)
- 1973–1980: Barnaby Jones (Fernsehserie, 86 Folgen)
- 1973: Badlands – Zerschossene Träume (Badlands)
- 1974: Detektiv Rockford – Anruf genügt (The Rockford Files)
- 1977: Telefon
- 1982: Ein Colt für alle Fälle (The Fall Guy) (Fernsehserie, 1 Folge)
- 1983–1986: Das A-Team (The A-Team) (Fernsehserie, 4 Folgen)
- 1983–1987: Agentin mit Herz (Scarecrow and Mrs. King) (Fernsehserie, 2 Folgen)
- 1983: Der Feuersturm (The Winds of War)
- 1983: Scarface
- 1983–1986: Falcon Crest (Fernsehserie, 9 Folgen)
- 1985: Street Hawk (Fernsehserie, 1 Folge)
- 1986, 1991: Matlock (Fernsehserie, 2 Folgen)
- 1990: L.A. Law – Staranwälte, Tricks, Prozesse (L.A. Law, Fernsehserie)
- 1995–2001: Law & Order (Fernsehserie, 5 Folgen)
- 2001: Third Watch – Einsatz am Limit (Third Watch) (Fernsehserie, 1 Folge)
- 2006: The Hoax